# دومي تايلور
دومي تايلور (بالإنجليزية: Dummy Taylor)‏ هو لاعب كرة قاعدة أمريكي، ولد في 21 فبراير 1875 في أسكلووسا في الولايات المتحدة، وتوفي في 22 أغسطس 1958 في جاكسونفيل في الولايات المتحدة.

## وصلات خارجية
- دومي تايلور على موقعبيزبول رفرنس.كوم (الدوري الرئيسي) (الإنجليزية)
- دومي تايلور على موقعبيزبول رفرنس.كوم (الدوري الثانوي) (الإنجليزية)
- دومي تايلور على موقع جمعية أبحاث البيسبول الأمريكية (الإنجليزية)
- دومي تايلور على موقع مشجعي الرسوم البيانية (الإنجليزية)
- دومي تايلور على موقع قاعة كنساس للمشاهير الرياضية (مؤرشف) (الإنجليزية)